# Івона Бржакова
Івона Бржакова (Yvona Brzáková; нар. 23 квітня 1956) — колишня чехословацька тенісистка.
Здобула 1 парний титул туру WTA.
Найвищим досягненням на турнірах Великого шолома було 3 коло в одиночному розряді.
Завершила кар'єру 1986 року.

## Фінали Туру WTA

### Парний розряд (1–0)
| Результат | Дата       | Турнір                  | Покриття | Партнер             | Опоненти                     | Рахунок  |
| --------- | ---------- | ----------------------- | -------- | ------------------- | ---------------------------- | -------- |
| Перемога  | July, 1982 | Gastein Ladies, Австрія | Ґрунт    | Катержина Скронська | Courtney Lord Jill Patterson | 6–1, 7–5 |